# Ichthyomenia
Ichthyomenia is een geslacht van wormmollusken uit de  familie van de Dondersiidae.

## Soort
- Ichthyomenia ichthyodes (Pruvot, 1890)